# Tofani-Gletscher
Der Tofani-Gletscher ist ein Gletscher an der Bowman-Küste des südlichen Grahamlands auf der Antarktischen Halbinsel. Er fließt in nordöstlicher Richtung zum Kopfende des Solberg Inlet, das er nördlich des Houser Peak erreicht.
Erste Luftaufnahmen entstanden bei der United States Antarctic Service Expedition (1939–1941) im Jahr 1940, weitere fertigte die United States Navy im Jahr 1966 an. Der Falkland Islands Dependencies Survey nahm zwischen 1946 und 1948 Vermessungen vor. Das Advisory Committee on Antarctic Names benannte den Gletscher 1977 nach Walter Tofani, Arzt auf der Palmer-Station im Jahr 1975.